# Aït Aadel
Aït Aadel est une commune rurale de la province d'Al Haouz, dans la région de Marrakech-Safi, au Maroc. Elle ne dispose pas de centre urbain. Son chef-lieu est un village du même nom.
La commune rurale d'Aït Aadel est située dans le caïdat d'Abadou, lui-même situé au sein du cercle de Touama.

## Historique
La création de la commune d'Aït Aadel a lieu en 1992, dans le cadre d'un découpage territoriale qu'a connu le royaume. 
Avant le dernier décret datant de 2010, relatif à l'organisation territorial de la province d'Al Haouz, la commune d'Aït Aadel se trouvait toujours dans le caïdat de Abadou mais au sein du cercle d'Aït Ourir. À partir de 2010, Aït Aadel est située dans le caïdat de Abadou, relevant du cercle de Touama.

## Démographie
Elle a connu, de 1994 à 2004 (années des derniers recensements), une hausse de population, passant de 6 113 à 6 967 habitants.

## Administration et politique
La commune d'Aït Aadel dispose d'un centre de santé communal dans son chef-lieu, et d'un dispensaire rural dans le douar d'Aït Rbaa.